# Corispermum rechingeri
Corispermum rechingeri är en amarantväxtart som beskrevs av Sukhor.. Corispermum rechingeri ingår i släktet lusfrön, och familjen amarantväxter. Inga underarter finns listade i Catalogue of Life.